# Nain (Terre-Neuve-et-Labrador)
Pour les articles homonymes, voir Nain.
Nain (en inuktitut : Nunainguk) est le village le plus septentrional de Terre-Neuve-et-Labrador, au Canada, situé dans la région du Nunatsiavut de l'Inuit Nunangat, à environ 370 kilomètres en avion de Happy Valley-Goose Bay.
Le village a été établi comme mission morave en 1771 par Jens Haven et d'autres missionnaires.
En 2016, la population était de 1 125 personnes principalement inuites et mixtes inuites-européennes.

## Histoire
Nain fut fondé en 1771 par Jens Haven et d'autres missionnaires moraves.
C'est l'un des plus anciens établissements inuits permanents au Canada, la plupart des collectivités du Nunavut et du Nunavik ont été établies dans les années 1950 ou plus tard. C'est également la plus ancienne communauté habitée en permanence au Labrador après North West River. Nain a également été appelé Nonynuke, Nuninock et Nunaingoakh.

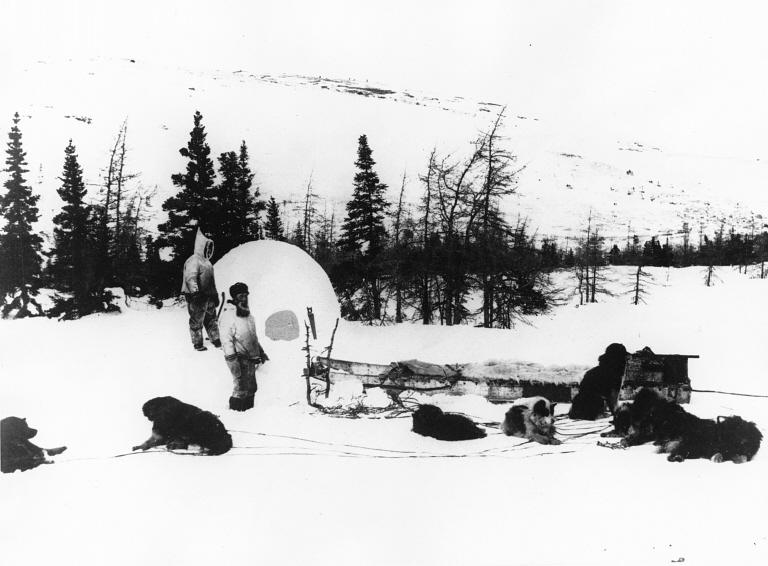
Iglou à Nain, côte du Labrador, Terre-Neuve, vers 1885.

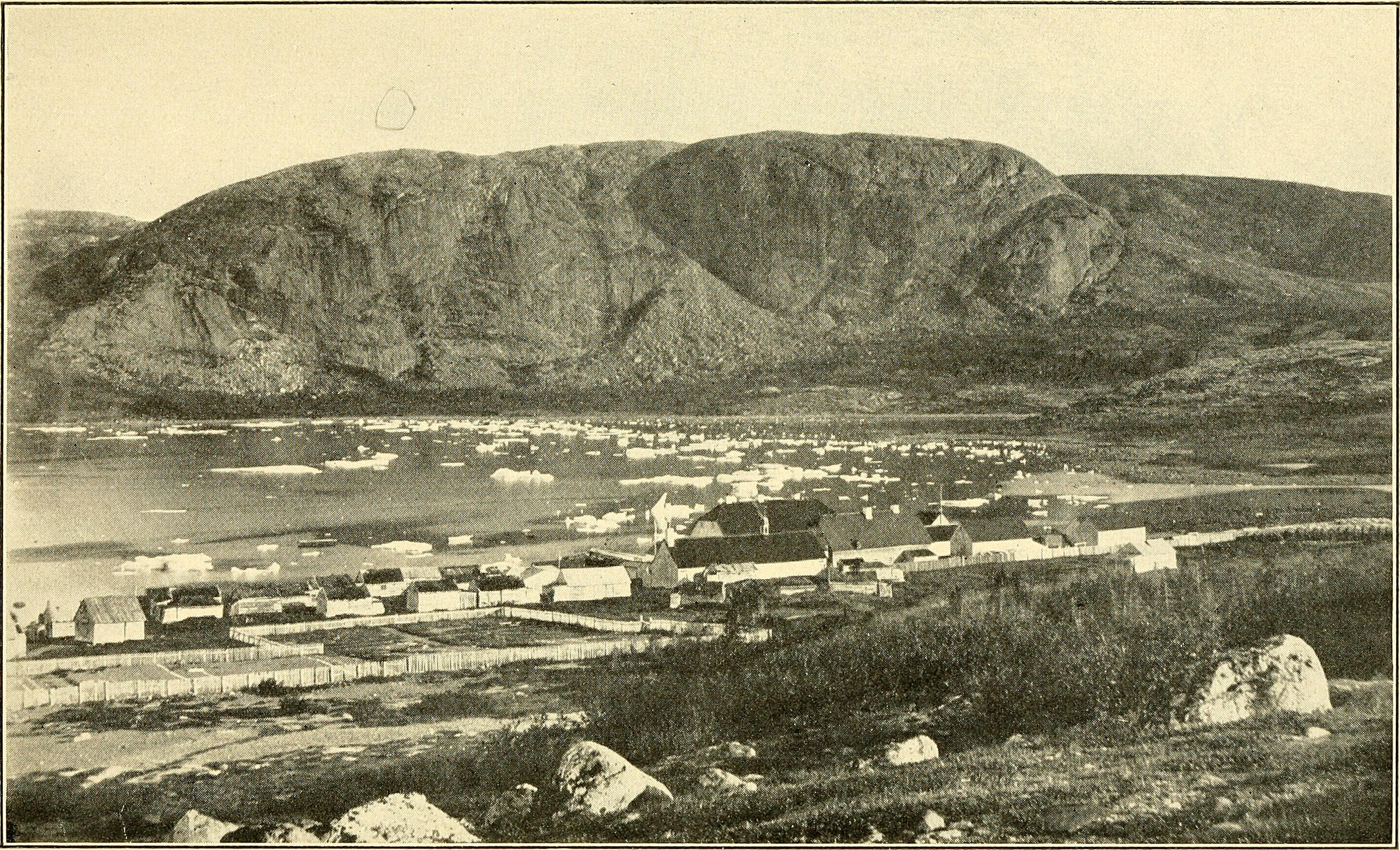
Photographie de Nain prise en 1909 par Sir Wilfred Thomason Grenfell.

Les missionnaires ont également établi des postes à Hopedale et dans des régions du nord comme Hebron et Okak. Le premier Inuk à être baptisé à Nain était un homme du nom de Kingminguse qui prit le nom de Petrus après sa conversion, puis retourna dans le sud du Labrador où il utilisa le nom de Petrus Kingminguse et mourut en 1800. De nombreux Inuits du sud se sont rendus aux postes moraves du nord pour se faire baptiser, puis sont retournés au sud. Les Moraves n'ont établi des postes que dans les régions du nord, car la colonie de Terre-Neuve espérait coloniser le sud du Labrador. En 1773, on prétendait que plus de 250 Inuits vivaient à Nain. En 1893, les résidents de Nain ont adopté des noms de famille patrilinéaires à la demande des tribunaux de Terre-Neuve. Beaucoup de gens ont pris les noms des missionnaires (tels que Kohlmeister et Townley) tandis que d'autres ont choisi des noms traditionnels tels que Aggek, Karpik, Mitsuk et Nochasak.
En 1959, les résidents de Hebron et de Nutak se sont réinstallés à Nain, Hopedale, Makkovik et Happy Valley-Goose Bay. La réinstallation a eu un impact énorme sur les habitants de Hebron et de Nutak, car les terres à Nain (et dans d'autres communautés) étaient très différentes (entraînant des difficultés lors de la chasse) et de nombreuses familles étaient divisées. La pauvreté et l'alcoolisme ont touché de nombreuses familles originaires de Hebron et de Nutak. Le gouvernement provincial s'est excusé pour les réinstallations en 2005. De nombreux Inuits de Hebron ont été réinstallés à Nain par le gouvernement provincial après la fermeture de la mission morave à Hebron sous la pression du gouvernement en 1959.
En 2016, le service d'imagerie de Google Street View a téléchargé des images de diverses routes à Nain. Nain est l'une des rares communautés du Labrador à avoir des images sur le service.

### Nunatsiavut
La Loi sur l’Accord sur les revendications territoriales des Inuit du Labrador (Labrador Inuit Land Claims Agreement Act) signé entre l'Association des Inuit du Labrador (Labrador Inuit Association), le gouvernement de Terre-Neuve-et-Labrador et le gouvernement du Canada est entré en vigueur le 1er décembre 2005 après sa ratification par le gouvernement du Canada.
Nain est alors devenue la capitale administrative de la région autonome du Nunatsiavut, nom choisi par les Inuits du Labrador.
Hopedale, plus au sud, est la capitale législative.
Une autonomie limitée est accordée au gouvernement du Nunatsiavut dans le nord du Labrador.
L'Accord sur les revendications territoriales des Inuit du Labrador a établi deux catégories de terres :
- la région d'établissement des Inuits du Labrador (Labrador Inuit Settlement Area). Elle comprend 72 520 km2 de terres et une zone océanique adjacente de 45 690 km2. Les Inuits du Labrador ne sont pas propriétaires de ces terres en soi, mais ils ont des droits spéciaux liés à l'utilisation traditionnelle des terres en tant qu'autochtones.
- les terres des Inuits du Labrador ( Labrador Inuit Lands). Elles se composent de 15 800 km2 de terres appartenant aux Inuits[4].

L'Accord sur les revendications territoriales des Inuit du Labrador a également prévu la création du parc national des Monts-Torngat sur 9 700 km2 comprenant tout le territoire du Labrador au nord du fjord Saglek. Le parc a été créé le 14 février 2008.
Le Nunatsiavut ne doit pas être confondu avec le territoire fédéral du Nunavut ou le Nunavik (territoire québécois situé au-delà du 55e parallèle nord).

## Géographie

### Situation

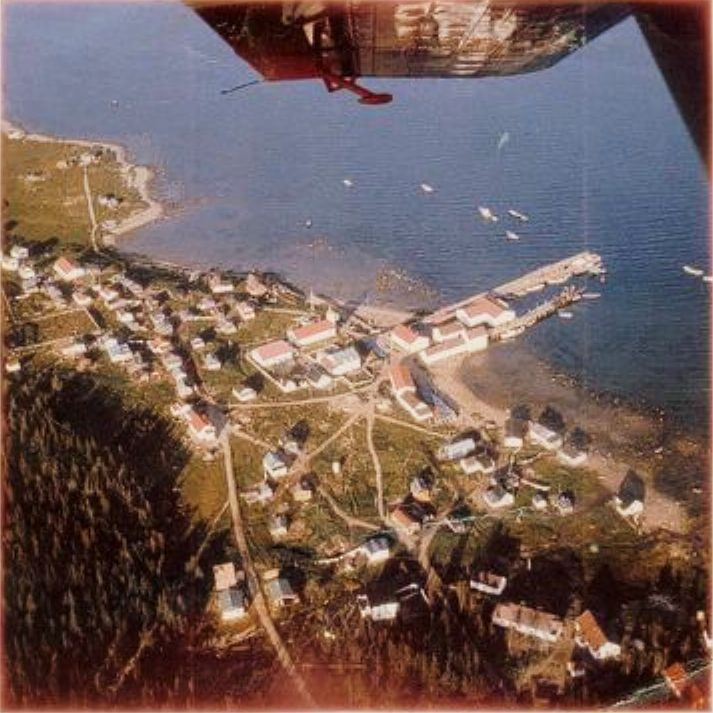
Vue aérienne de Nain en 1966.

Le territoire municipal de Nain occupe l'extrémité orientale d'une longue et étroite péninsule reliée au continent et orientée de l'ouest vers l'est, relativement accidentée et encadrée sur le continent par deux longues cassures géologiques parallèles au nord (environ 105 km de long jusqu'à la frontière entre le Québec et Terre-Neuve-et-Labrador) et au sud (environ 70 km de long).
Nain est situé sur le côté nord de la baie Unity (Unity Bay), une petite baie bordée par la pointe nord (Northern Point) et par la pointe sud (Southern Point). La baie est ouverte vers l'est sur l'océan Atlantique mais le port de Nain est protégé par de nombreuses îles, dont la plus grande est la longue et irrégulière île Paul abritant le petit établissement de pêche saisonnier de Ford's Harbour. Une distance d'environ 50 km sépare Nain de la pleine mer du Labrador à l'est à travers le passage Strathcona Run.
Le village est établi au fond d'une petite vallée boisée d'environ 3,5 km de long orientée vers l'est-nord-est dominée par deux petites chaînes de collines nues et pentues hautes de 240 mètres. Les collines au sud-est appelées mont Sophie ou colline de Nain se nomment officiellement South Channel Cairn.
Au fond de la vallée coule un petit ruisseau prenant sa source dans une tourbière (56° 31′ 55″ N, 61° 44′ 36″ O) avant de traverser un lac et d'alimenter un réservoir d'eau douce à l'extrémité sud-ouest du village. Le ruisseau se jette au fond de la baie Unity en séparant les deux parties nord et sud du village reliées par une route et une passerelle.
Le site du village offre plusieurs avantages au milieu d'un environnement difficile. La vallée en auge est bien protégée des vents par les reliefs et la végétation environnants tout en offrant un accès maritime en eaux profondes dans la baie.

### Municipalités limitrophes
A 5 km au sud-ouest de Nain se trouve l'ancien poste de traite Richard (Dick) White à Kauk Bight construit en 1912 et reconnu lieu patrimonial en 1993.

### Climat

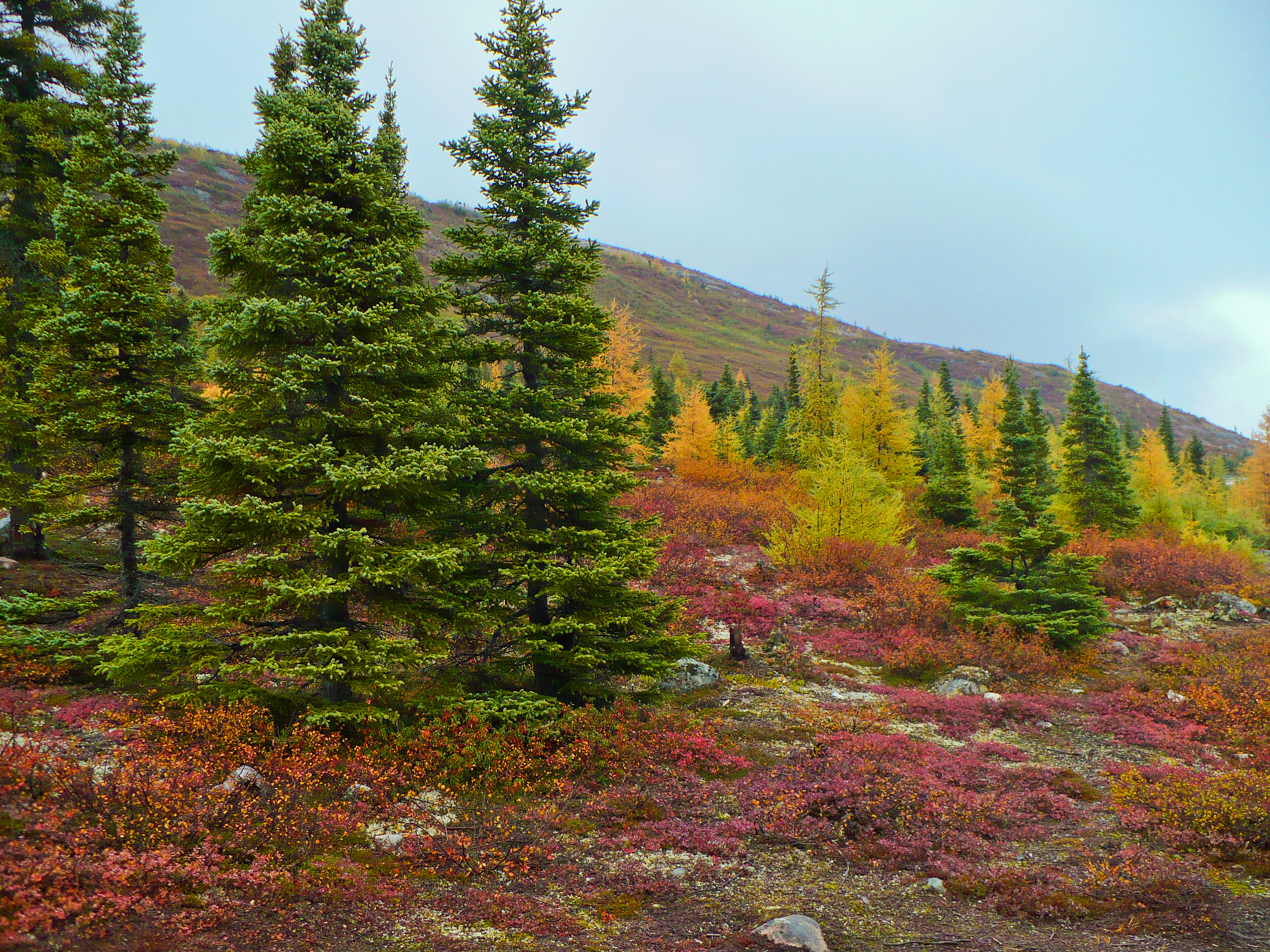
Pente de la colline derrière Nain.

Bien que situé à la même latitude que Ketchikan sur la côte ouest de l'Amérique du Nord ou Moscou, l'Écosse et le sud de la Scandinavie en Europe, l'influence du courant du Labrador confère à Nain un climat subarctique marginal (Köppen Dfc) qui est très proche d'un climat polaire (Köppen ET), ce qui crée la limite des arbres la plus au sud de l'hémisphère nord sur la côte adjacente. La toundra la plus au sud se trouve en fait toujours dans une zone de pergélisol discontinu plutôt que dans la zone continue beaucoup plus typique.
La présence presque constante de la dépression d'Islande signifie que les précipitations, à la fois sous forme de pluie et de neige, sont exceptionnellement fortes pour un climat aussi froid et constant dans une zone basse, avec 5 mètres de neige tombant chaque hiver. La profondeur réelle de la neige au sol est en moyenne de 1,13 mètre fin mars.
| Mois                                  | jan.       | fév.       | mars      | avril      | mai        | juin      | jui.      | août      | sep.      | oct.      | nov.       | déc.       | année            |
| ------------------------------------- | ---------- | ---------- | --------- | ---------- | ---------- | --------- | --------- | --------- | --------- | --------- | ---------- | ---------- | ---------------- |
| Température minimale moyenne (°C)     | −21,6      | −21,8      | −17,4     | −9,1       | −2,5       | 1,8       | 5,3       | 6,1       | 3,4       | −1        | −7,5       | −15,4      | −6,6             |
| Température moyenne (°C)              | −17,6      | −17,4      | −12,5     | −4,6       | 1,5        | 6,4       | 10,1      | 11        | 7,5       | 2,1       | −4,4       | −11,8      | −2,5             |
| Température maximale moyenne (°C)     | −13,5      | −13        | −7,5      | 0          | 5,6        | 11        | 14,9      | 15,8      | 11,5      | 5,1       | −1,3       | −8,1       | 1,7              |
| Record de froid (°C) date du record   | −39,4 1939 | −38,3 1950 | −37 1992  | −31,1 1943 | −17,5 1992 | −6,7 1952 | −2,8 1933 | −2,8 1941 | −6,7 1929 | −19 1986  | −24,4 1951 | −41,5 1990 | −41,5 22/12/1990 |
| Record de chaleur (°C) date du record | 15,7 1990  | 7,6 2000   | 12,1 1999 | 14,5 1987  | 25,6 1950  | 33,3 1999 | 33,3 2000 | 32,7 2000 | 29 2003   | 19,4 1975 | 11,7 1927  | 6,7 1951   | 33,3 31/7/2000   |
| Précipitations (mm)                   | 83,8       | 70,9       | 73,6      | 71,1       | 57         | 83,4      | 98,6      | 71,5      | 81,9      | 74,2      | 77,6       | 81,9       | 925,5            |
| dont neige (cm)                       | 80,9       | 65,9       | 68,2      | 56,9       | 26,7       | 13,3      | 0         | 0         | 2         | 24,5      | 63,5       | 73,4       | 475,3            |
| Nombre de jours avec précipitations   | 14,1       | 12         | 13,1      | 13,7       | 13         | 15        | 16        | 15,4      | 15,3      | 14,6      | 13,8       | 14,1       | 170,1            |
| Nombre de jours avec neige            | 13,9       | 11,7       | 12,8      | 12,2       | 7,7        | 2,9       | 0         | 0         | 0,8       | 7,4       | 12,6       | 13,3       | 95,3             |

| Diagramme climatique                                  |              |               |           |           |           |             |             |             |           |              |               |
| J                                                     | F            | M             | A         | M         | J         | J           | A           | S           | O         | N            | D             |
| −13,5−21,683,8                                        | −13−21,870,9 | −7,5−17,473,6 | 0−9,171,1 | 5,6−2,557 | 111,883,4 | 14,95,398,6 | 15,86,171,5 | 11,53,481,9 | 5,1−174,2 | −1,3−7,577,6 | −8,1−15,481,9 |
| Moyennes : • Temp. maxi et mini °C • Précipitation mm |              |               |           |           |           |             |             |             |           |              |               |

## Transports

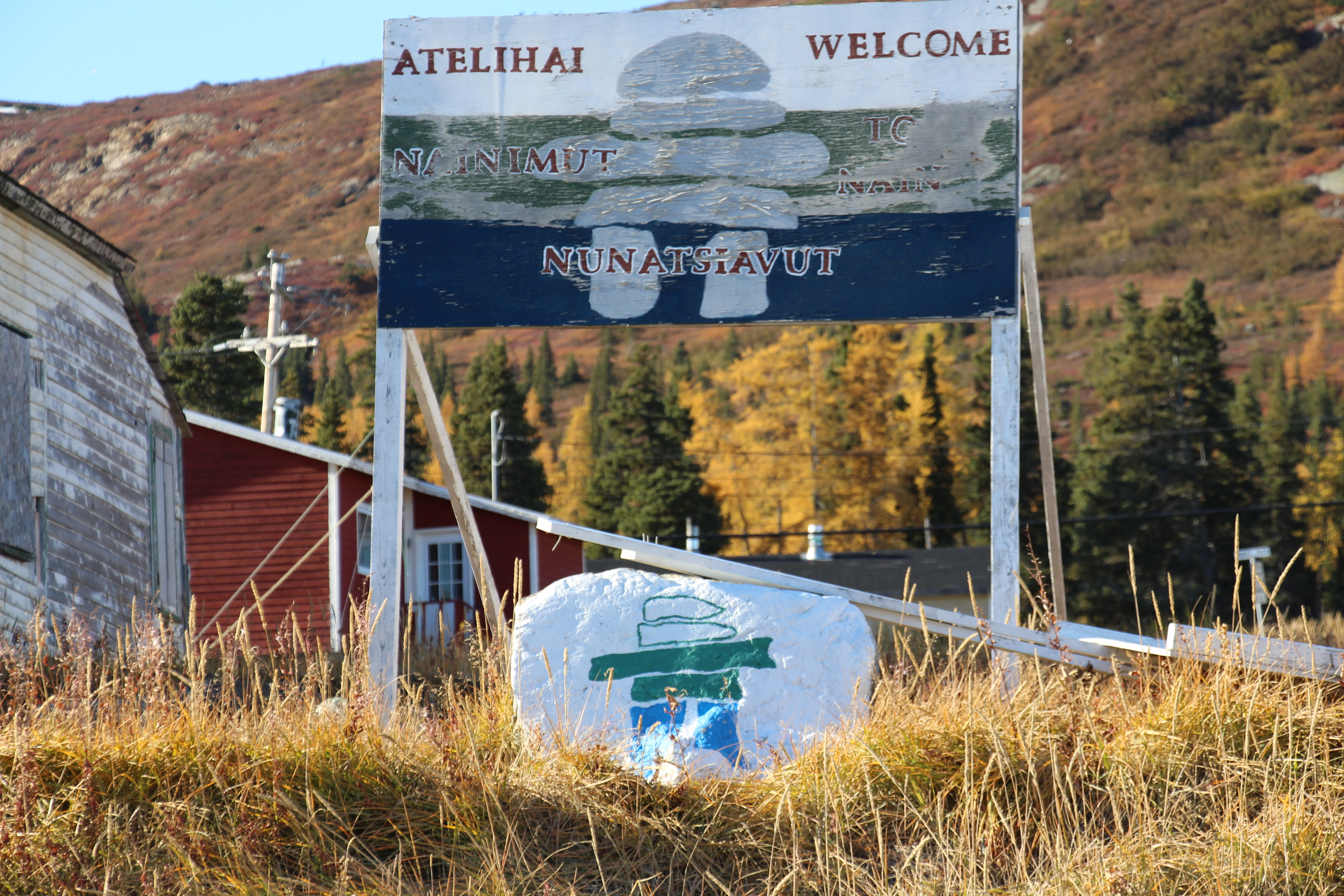
Panneau de bienvenue à Nain.

Nain est inaccessible par la route et n'est accessible que par voie aérienne ou par voie maritime.
Les vols vers Nain atterrissent à l'aéroport de Nain situé à 500 mètres au nord du village le long de la côte et sont disponibles à partir de Happy Valley-Goose Bay sur Air Borealis (qui fait partie de PAL Airlines).
Entre la mi-juin et la mi-novembre (sous réserve des conditions de glace), le traversier MV Kamutik W en service depuis juin 2019 (a remplacé le MV Northern Ranger qui a cessé son service fin 2018) exploité par le gouvernement de Terre-Neuve-et-Labrador fournit un service hebdomadaire à partir de Goose Bay le long de la côte atlantique, avec des arrêts à Rigolet, Makkovik, Postville, Hopedale et Natuashish. Nain est l'arrêt le plus au nord sur la route ; le traversier reste amarré à Nain pendant environ trois heures avant de reprendre sa route vers le sud.

## Démographie
| 1991  | 1996  | 2001  | 2006  | 2011  | 2016  |
| ----- | ----- | ----- | ----- | ----- | ----- |
| 1 067 | 1 176 | 1 159 | 1 034 | 1 188 | 1 125 |

### Ethnicité

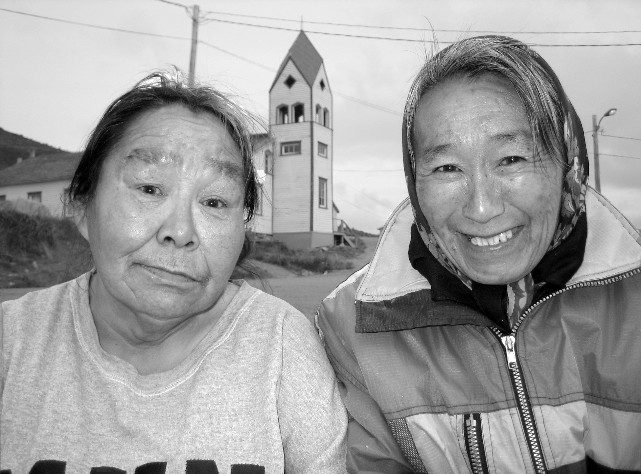
Femmes Inuites à Nain.

| Recensement de 2016                 | Recensement de 2016                 | Population | % de la population totale |
| ----------------------------------- | ----------------------------------- | ---------- | ------------------------- |
| Minorités visibles                  | Asiatiques du Sud                   | 0          | 0.0                       |
| Minorités visibles                  | Chinois                             | 0          | 0.0                       |
| Minorités visibles                  | Noirs                               | 0          | 0.0                       |
| Minorités visibles                  | Philippins                          | 0          | 0.0                       |
| Minorités visibles                  | Latino Américains                   | 0          | 0.0                       |
| Minorités visibles                  | Asiatiques du Sud-Est               | 0          | 0.0                       |
| Minorités visibles                  | Autres minorités visibles           | 0          | 0.0                       |
| Total population minorités visibles | Total population minorités visibles | 0          | 0.0                       |
| Autochtones                         | Premières Nations                   | 25         | 2.2                       |
| Autochtones                         | Métis                               | 15         | 1.3                       |
| Autochtones                         | Inuits                              | 1,025      | 91.1                      |
| Total population autochtone         | Total population autochtone         | 1,035      | 92.0                      |
| Blancs                              | Blancs                              | 90         | 8.0                       |
| Population totale                   | Population totale                   | 1,125      | 100.0                     |

### Langues
- Anglais : 810 personnes
- Inuktitut : 295 personnes[20]

## Services

### Sécurité

#### Gendarmerie
Les services de police à Nain sont assurés par la Gendarmerie royale du Canada, qui compte un détachement dans le village.

#### Pompiers
Nain Fire Department est un petit service d'incendie et de sauvetage disposant d'une Chevrolet C/K datant de 2003 entreposée à la caserne des pompiers.

### Santé
Il n'y a pas d'hôpital situé à Nain et seuls les services médicaux de base sont fournis par la Hopedale Community Clinic. La clinique est exploitée par la Labrador-Grenfell Health Authority et compte six infirmières ayant un champ de pratique élargi et quatre aides-soignants ; des médecins et  visitent régulièrement le village pour compléter les soins fournis par le personnel de l'établissement.
Un dentiste exerce également dans le village.
Les soins avancés exigent que les patients soient transportés hors du village par services médicaux aériens vers l'hôpital le plus proche situé à Happy Valley-Goose Bay.

### Éducation
Nain dispose d'un établissement allant de l'école maternelle au niveau III, Jens Haven Memorial, qui est divisé en deux bâtiments. Un bâtiment accueille les classes primaires (de la maternelle au grade 3), l'autre  accueille les classes élémentaires et secondaires (du grade 4 au niveau III).
Il existe également un programme d'éducation de base des adultes offert en ville par Academy Canada. Academy Canada offre ce programme à Nain et dans tout le Labrador dans des collectivités comme Happy Valley-Goose Bay, Hopedale, Labrador City, Natuashish et Sheshatshiu.

### Poste
Postes Canada a un bureau de poste situé dans le village.

## Gouvernement local
La ville est dirigée par un conseil de sept membres composé d'un maire (ou Angajukĸâk), d'un maire adjoint (Deputy Angajukĸâk) et de cinq conseillers. Le maire de la ville est Julius (Joe) Dicker en 2020.
Le conseil municipal a officiellement changé son nom de « Conseil municipal de Nain » (Nain Town Council) en « Gouvernement communautaire inuit de Nain » (Nain Inuit Community Government) en octobre 2006. Le gouvernement communautaire inuit de Nain se réunit une fois par mois.

## Industrie
La pêche est la principale industrie de Nain. Les activités traditionnelles de chasse et de piégeage se poursuivent pendant les mois d'hiver après la fin de la saison de pêche.

## Environnement
Le traitement et le recyclage des déchets sont effectués de manière sommaire à Nain en l'absence d'infrastructures, à l'instar des autres communautés nordiques. La production alimentaire locale limitée et l'éloignement des centres de fabrication et de vente au détail augmentent la consommation de matériel expédiés jetables.
Les déchets sont déposés dans une décharge à ciel ouvert située à l'extrémité du chemin de l'aéroport à quelques mètres du rivage au pied du versant nord de la colline dominant le village au nord (56° 33′ 10″ N, 61° 41′ 29″ O).
L'eau et les déchets s'accumulent dans plusieurs bassins de boues. D'autres sections du site d'enfouissement servent d'endroit où les pièces et les appareils automobiles peuvent être récupérés. des incendies à ciel ouvert sont effectués à la décharge qui a eu un effet notable sur la qualité de l'air dans le village de Nain, où la fumée a tendance à s'infiltrer en ville depuis la colline.
Dans les cinq collectivités du nord du Labrador, les déchets sont collectés deux à cinq fois par semaine selon la communauté et la saison. La collecte des ordures est plus fréquente dans cette région en raison principalement de l'importance de la faune. La collecte des déchets se fait par camion, véhicule tout-terrain et / ou motoneige / traîneau (hiver). Chacune des cinq collectivités exploite sa propre décharge. Les différentes décharges communautaires sont confrontées à de nombreux problèmes, notamment le manque de capacité, le matériel de couverture et les emplacements trop proches des aéroports, des communautés et / ou de l'eau libre. Les cinq collectivités brûlent des déchets pendant l'hiver, mais Nain brûle toute l'année.

## Médias
Nain dispose de deux services radio.
CKOK-FM possède un réémetteur de faible puissance diffusant à 99,9 MHz FM. Propriété de la société Okalakatiget, la station diffuse un format de radio communautaire pour les communautés des Premières nations et des Inuits de la région.
La station est diffusée en ligne depuis fin 2014. Elle diffuse en direct uniquement pendant la programmation locale.
Il y a également un réémetteur local de CBNZ fonctionnant à 7 h 40. CBNZ est un relai ondes courtes de CFGB-FM qui est une station de radio diffusant à 89,5 MHz (FM) depuis Happy Valley-Goose Bay, antenne locale CBC Radio One de la Société Radio-Canada qui sert de principal diffuseur de ce réseau au Labrador.

## Personnalité
- Sarah Anala, travailleuse sociale canadienne